# Copa del Món de Rugbi de 2007

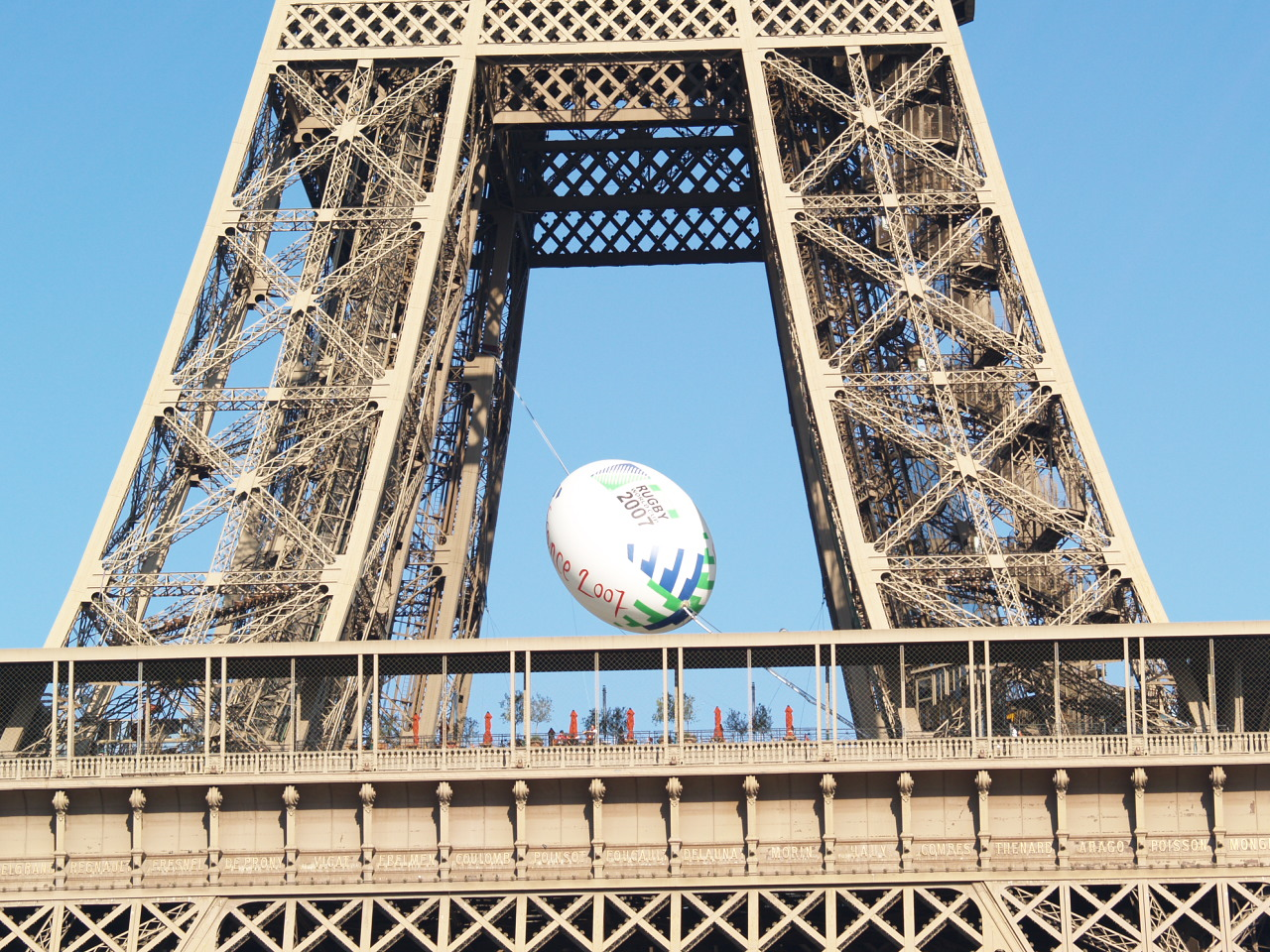
La Torre Eiffel de París amb una pilota de rugbi, amb motiu de la Copa del Món

La Copa del Món de Rugbi de 2007 (més exactament Copa del Món de la Rugby Union 2007) és la competició internacional de seleccions més important del món de Rugbi, disputada a França.
El premi és el Trofeu William Webb Ellis - conegut a Austràlia com a "Bill" - en honor d'aquest alumne de la Rugby School, que segons la tradició va ser el primer que va agafar la pilota amb les mans per anar fins a l'altra porteria, tot jugant un partit del llavors rudimentari foot-ball, esdevenint aquest fet la llavor de l'actual esport del rugbi.

## Països participants

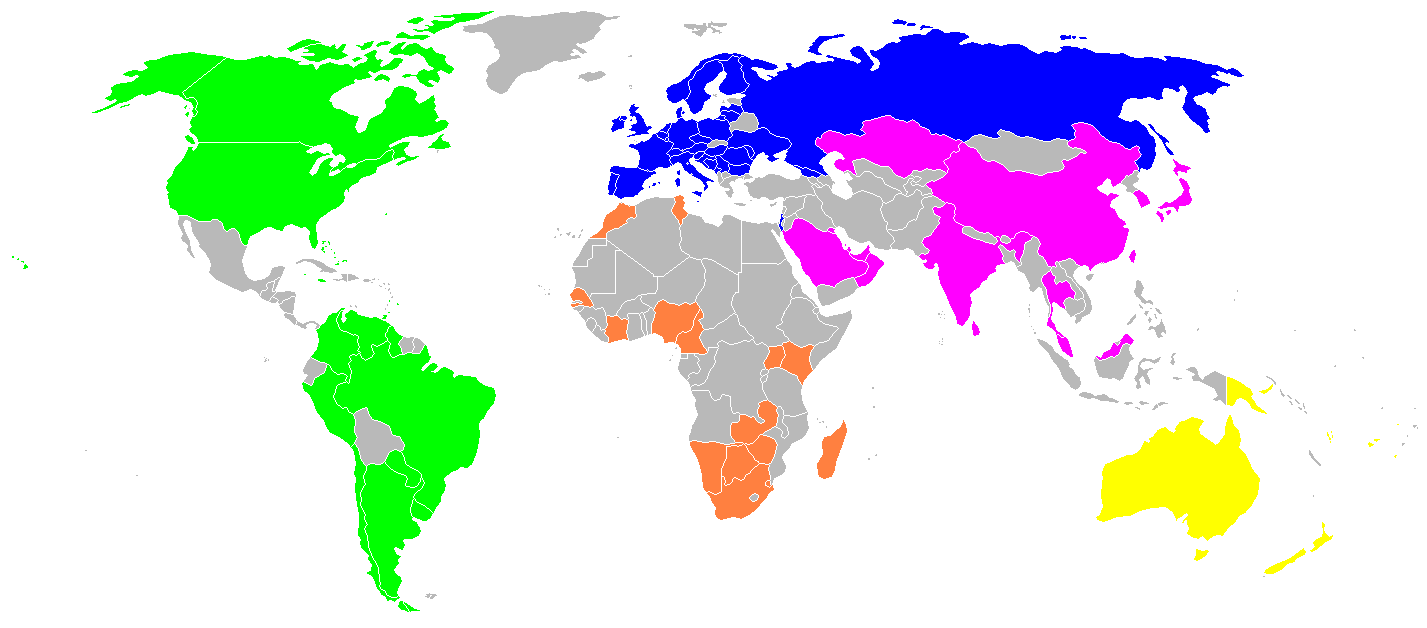
Equips participants a la fase de classificació

Participació per continent:
- Àfrica:  Namíbia,  Sud-àfrica *
- Amèrica:  Argentina,  Canadà,  Estats Units
- Àsia:  Japó
- Europa:  Anglaterra *,  França *,  Geòrgia, 
 Irlanda *,  Itàlia,  Romania,  Escòcia *, 
 Gal·les *,  Portugal
- Oceania:  Austràlia *,  Fiji,  Nova Zelanda (*), 
 Samoa,  Tonga

NB * Equips classificats directament de l'edició del 2003.
| Grup A                                                   | Grup B                                       | Grup C                                                 | Grup D                                             |
| -------------------------------------------------------- | -------------------------------------------- | ------------------------------------------------------ | -------------------------------------------------- |
| - Anglaterra - Samoa - Sud-àfrica - Tonga - Estats Units | - Austràlia - Canadà - Fiji - Japó - Gal·les | - Nova Zelanda - Itàlia - Portugal - Romania - Escòcia | - Argentina - França - Geòrgia - Irlanda - Namíbia |

## Seus
La seu escollida per aquesta edició de la Copa del Món va ser França. A més es van disputar quatre partits a Gal·les, al Millennium Stadium de Cardiff i dos a Escòcia, al Murrayfield Stadium d'Edimburg. S'havien de disputar també partits a l'estadi Lansdowne Road de Dublín, Irlanda, però finalment es refusà la proposta en dedicar les dates per a la reconstrucció de l'estadi.
| \| Seu \| Estadi \| Capacitat \| \| ------------- \| ----------------------- \| --------- \| \| Saint-Denis \| Stade de France \| 80.000 \| \| Cardiff \| Millennium Stadium \| 74.500 \| \| Edimburg \| Murrayfield Stadium \| 67.500 \| \| Marsella \| Stade Vélodrome \| 60.000 \| \| París \| Parc des Princes \| 49.000 \| \| Lens \| Stade Félix Bollaert \| 41.800 \| \| Lió \| Stade Gerland \| 41.200 \| \| Nantes \| Stade de la Beaujoire \| 38.500 \| \| Tolosa de Ll. \| Stade de Toulouse \| 37.000 \| \| Saint-Étienne \| Stade Geoffroy-Guichard \| 36.000 \| \| Bordeus \| Parc Lescure \| 35.200 \| \| Montpeller \| Stade de la Mosson \| 33.900 \| | Seus de la copa del món de rugby de 2007 |           |
| Seu | Estadi                                   | Capacitat |
| Saint-Denis | Stade de France                          | 80.000    |
| Cardiff | Millennium Stadium                       | 74.500    |
| Edimburg | Murrayfield Stadium                      | 67.500    |
| Marsella | Stade Vélodrome                          | 60.000    |
| París | Parc des Princes                         | 49.000    |
| Lens | Stade Félix Bollaert                     | 41.800    |
| Lió | Stade Gerland                            | 41.200    |
| Nantes | Stade de la Beaujoire                    | 38.500    |
| Tolosa de Ll. | Stade de Toulouse                        | 37.000    |
| Saint-Étienne | Stade Geoffroy-Guichard                  | 36.000    |
| Bordeus | Parc Lescure                             | 35.200    |
| Montpeller | Stade de la Mosson                       | 33.900    |

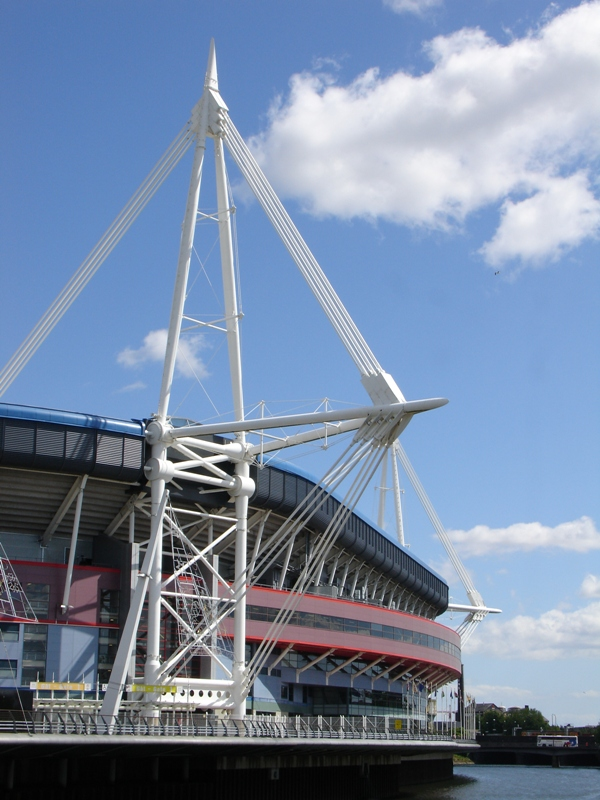
Cardiff
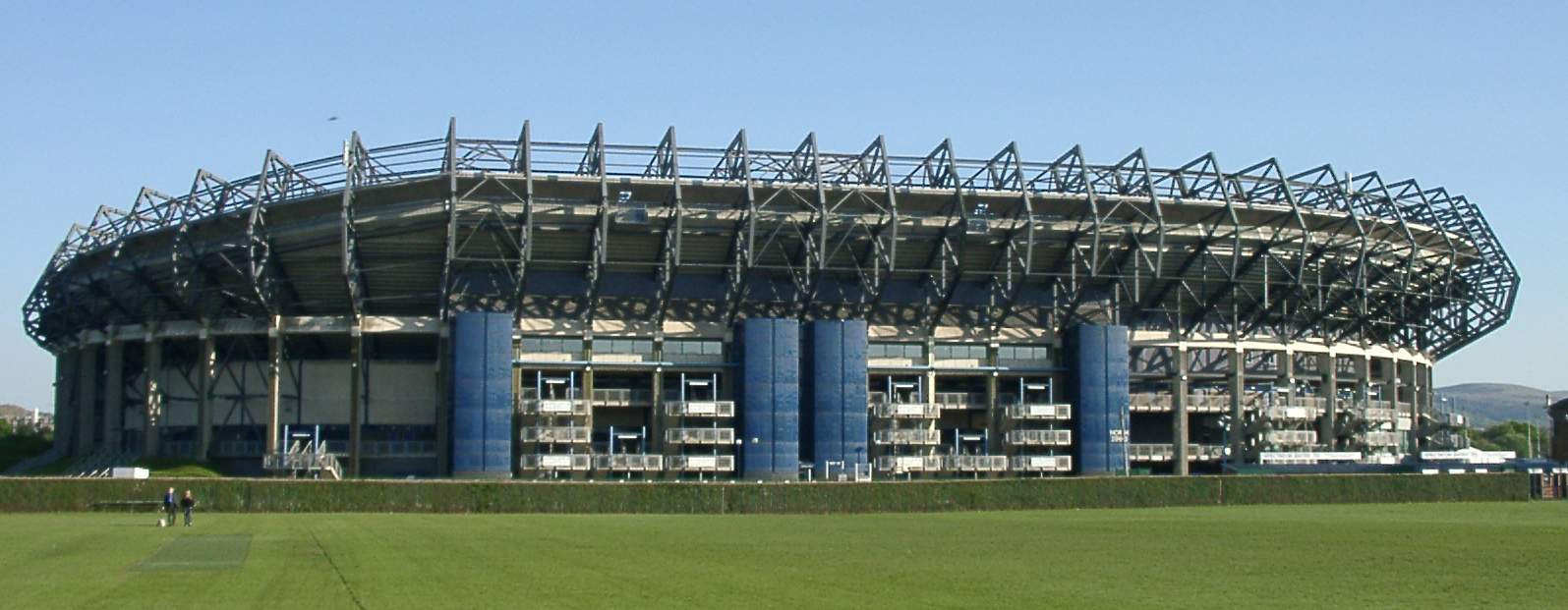
Edimburg
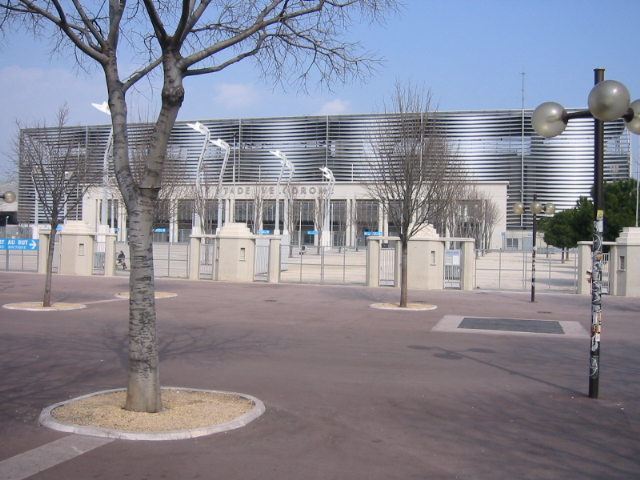
Marsella
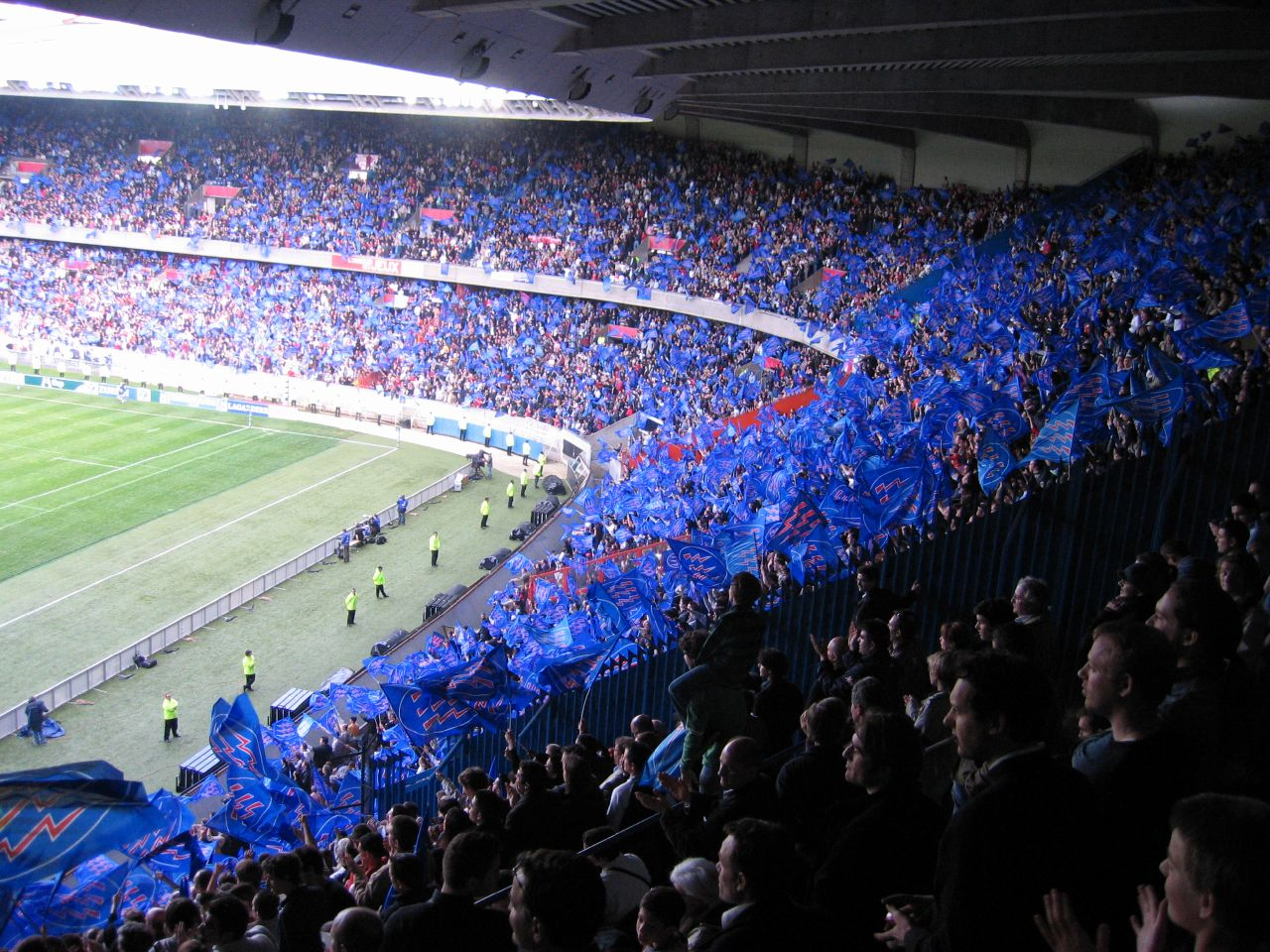
París
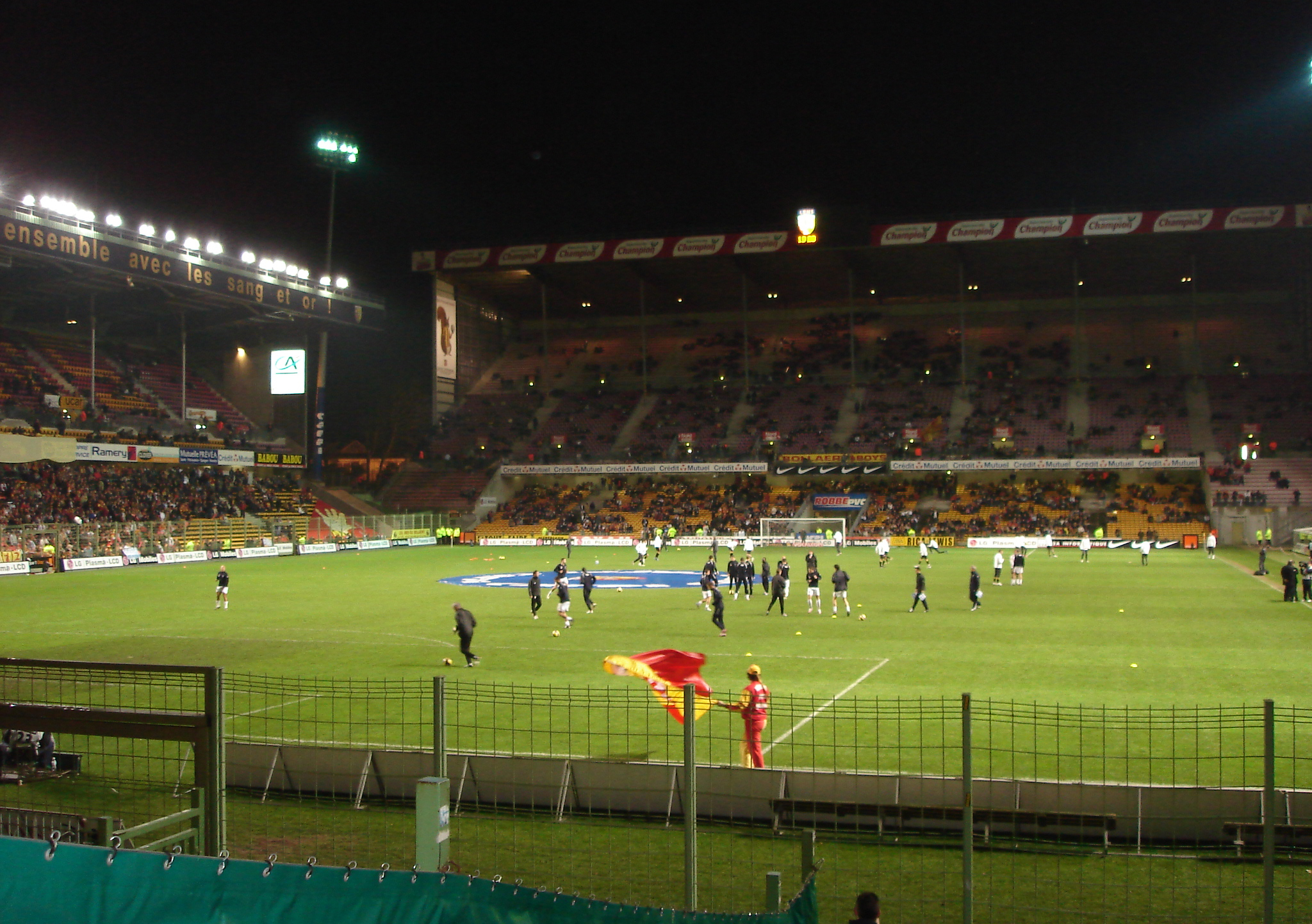
Lens
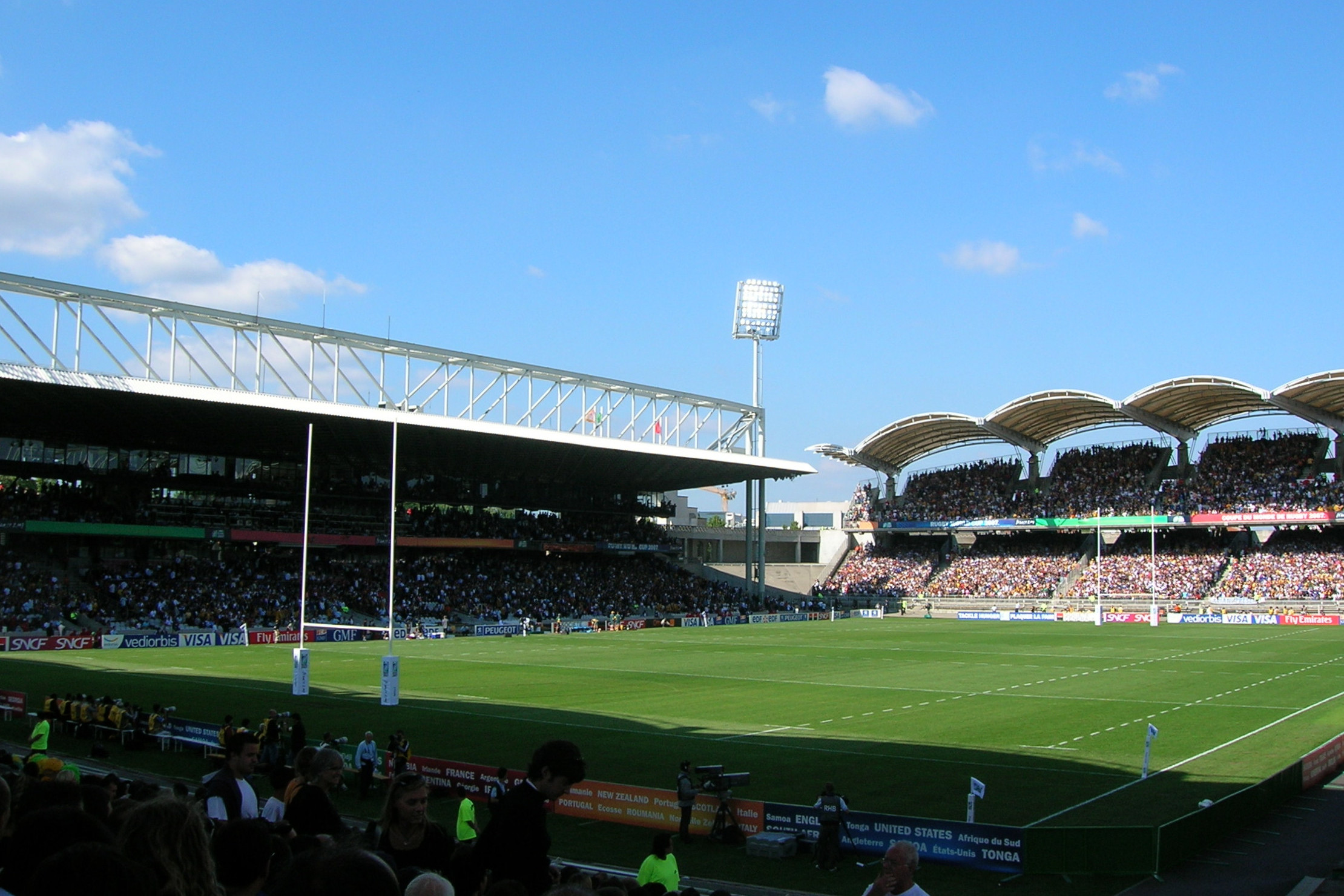
Lió
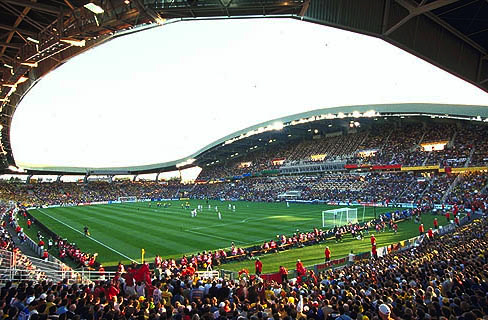
Nantes
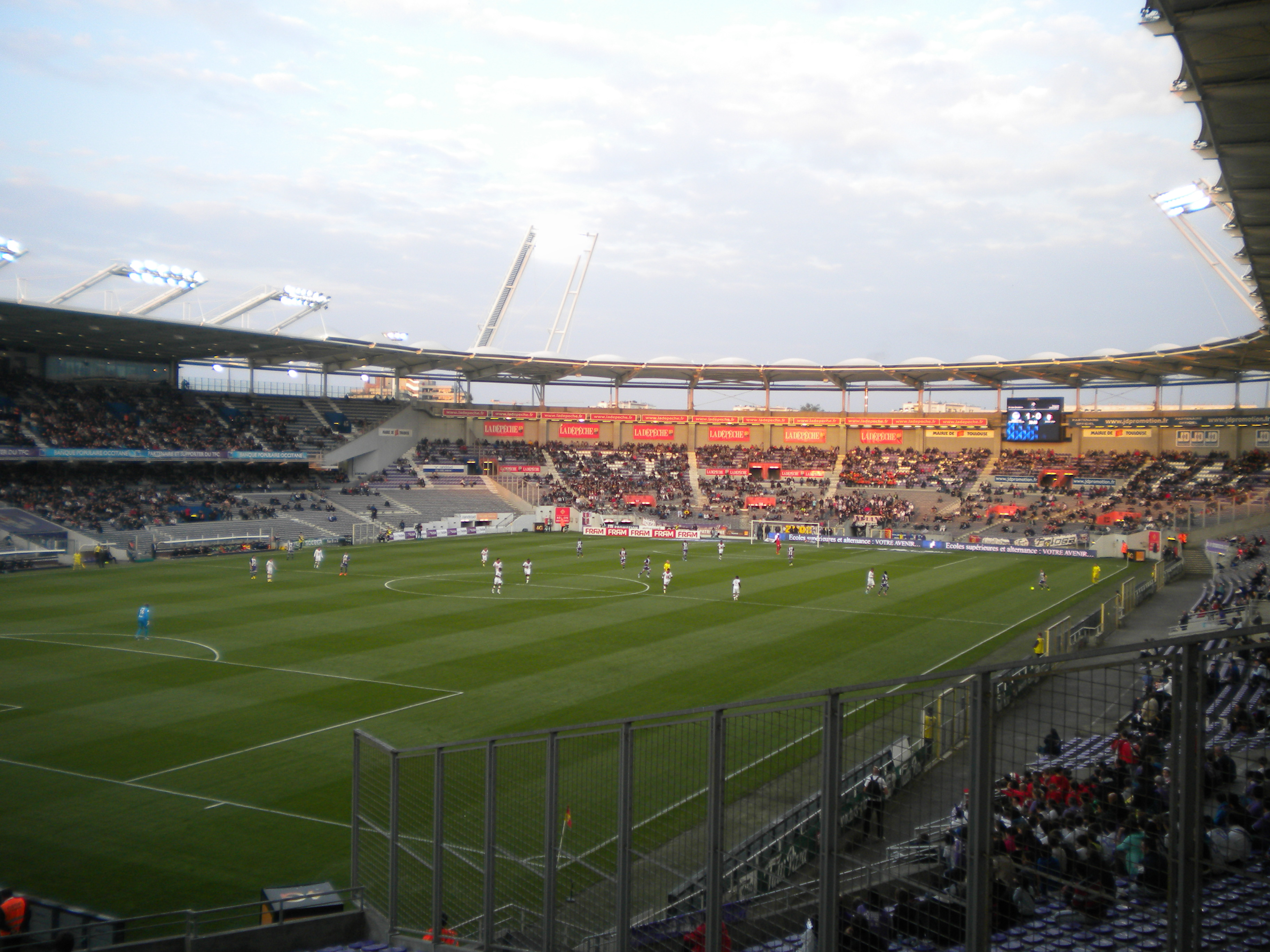
Tolosa de Llenguadoc
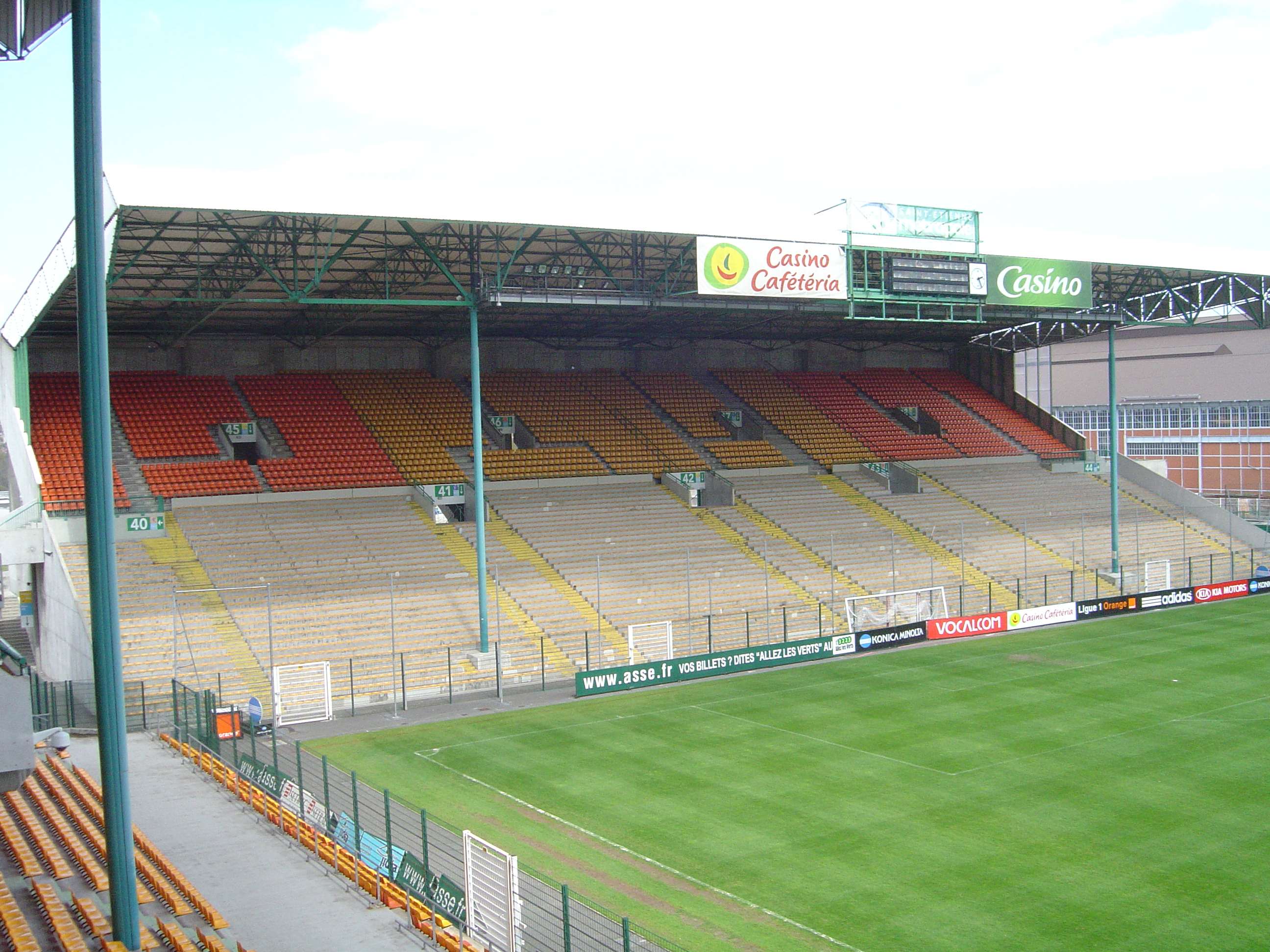
Saint-Étienne
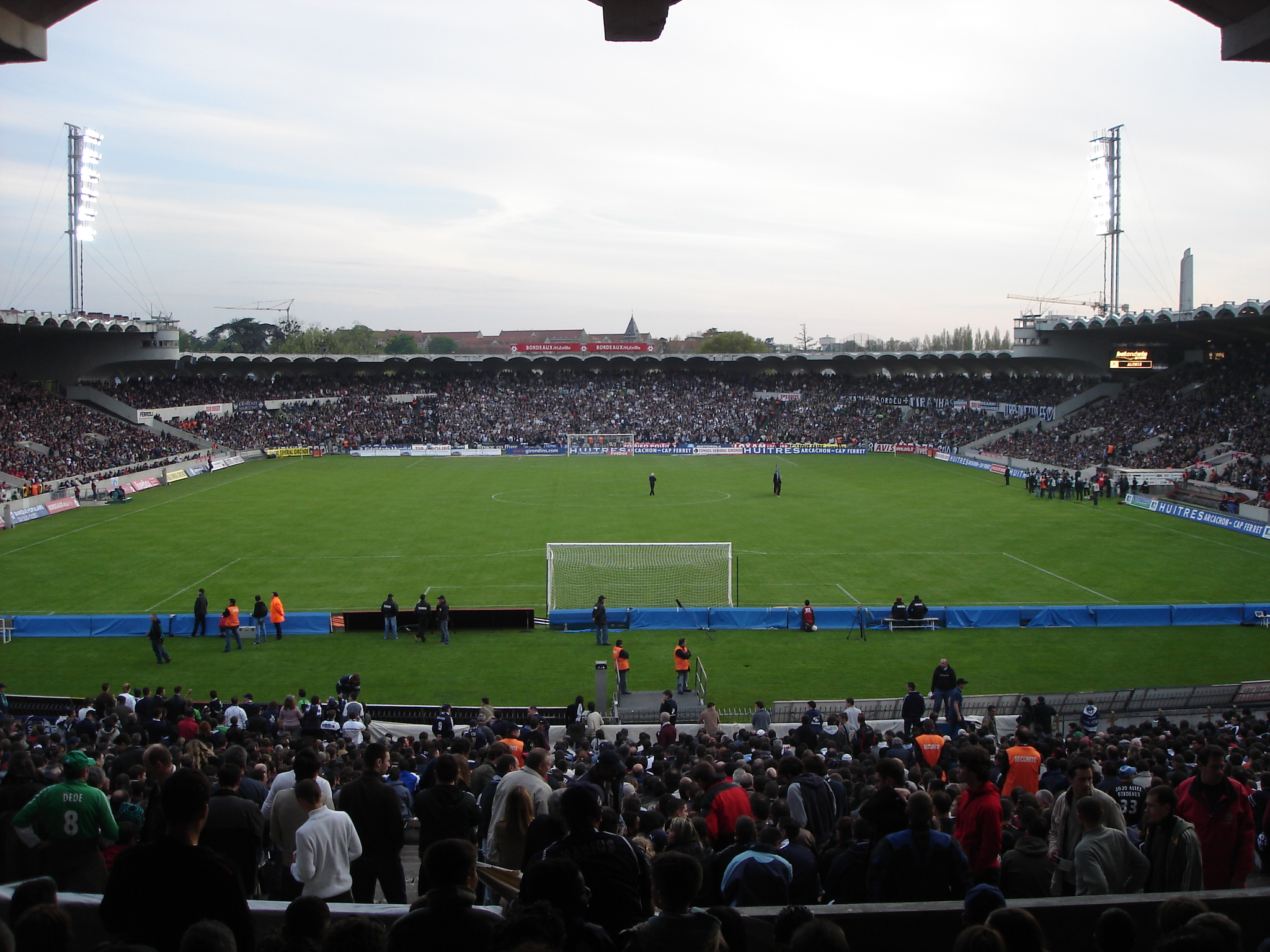
Bordeus
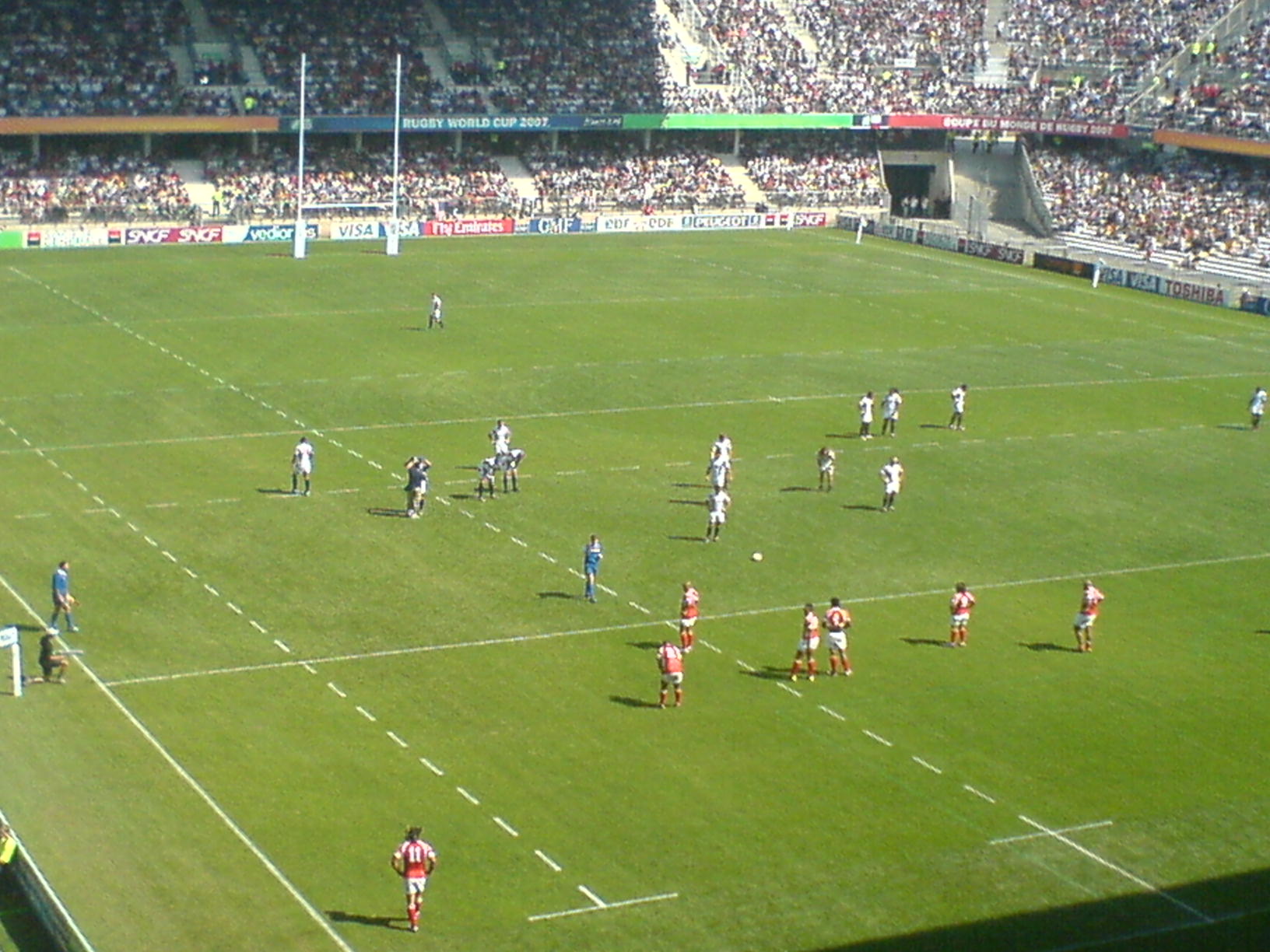
Montpeller

## Resultats

### Primera fase
- Els horaris corresponen a l'hora de França (CEST; UTC+2)
- Quatre punts per partit guanyat. Dos punts per empat. Un punt extra per anotar quatre o més assaigs. Un punt extra per perdre per set o menys punts.

#### Grup A
| Posició | Equip        | Partits | Partits  | Partits  | Partits | Anotacions | Anotacions | Punts extra | Punts |
| Posició | Equip        | jugats  | guanyats | empatats | perduts | a favor    | en contra  | Punts extra | Punts |
| ------- | ------------ | ------- | -------- | -------- | ------- | ---------- | ---------- | ----------- | ----- |
| 1       | Sud-àfrica   | 4       | 4        | 0        | 0       | 125        | 32         | 3           | 19    |
| 2       | Anglaterra   | 4       | 3        | 0        | 1       | 108        | 88         | 1           | 14    |
| 3       | Tonga        | 4       | 2        | 0        | 2       | 89         | 96         | 0           | 9     |
| 4       | Samoa        | 4       | 1        | 0        | 3       | 69         | 143        | 1           | 5     |
| 5       | Estats Units | 4       | 0        | 0        | 4       | 61         | 142        | 1           | 1     |

| Data                          | Estadi                  | Ciutat        | Equip        | Resultat | Equip        | Assistència |
| ----------------------------- | ----------------------- | ------------- | ------------ | -------- | ------------ | ----------- |
| 8 de setembre de 2007, 18:00  | Stade Félix Bollaert    | Lens          | Anglaterra   | 28-10    | Estats Units | 35.000      |
| 9 de setembre de 2007, 16:00  | Parc des Princes        | París         | Sud-àfrica   | 59-7     | Samoa        | 48.000      |
| 12 de setembre de 2007, 14:00 | Stade de la Mosson      | Montpeller    | Estats Units | 15-25    | Tonga        | 24.243      |
| 14 de setembre de 2007, 21:00 | Stade de France         | Saint-Denis   | Anglaterra   | 0-36     | Sud-àfrica   | 80.000      |
| 16 de setembre de 2007, 16:00 | Stade de la Mosson      | Montpeller    | Samoa        | 15-19    | Tonga        | 33.900      |
| 22 de setembre de 2007, 14:00 | Stade Félix Bollaert    | Lens          | Sud-àfrica   | 30-25    | Tonga        | 41.800      |
| 22 de setembre de 2007, 16:00 | Stade de la Beaujoire   | Nantes        | Anglaterra   | 44-22    | Samoa        | 62.000      |
| 26 de setembre de 2007, 20:00 | Stade Geoffroy-Guichard | Saint-Étienne | Samoa        | 25 - 21  | Estats Units | 35.000      |
| 28 de setembre de 2007, 21:00 | Parc des Princes        | París         | Anglaterra   | 36 - 20  | Tonga        | 47.842      |
| 30 de setembre de 2007, 20:00 | Stade de la Mosson      | Montpeller    | Sud-àfrica   | 64 - 15  | Estats Units | 33.900      |

#### Grup B
| Posició | Equip     | Partits | Partits  | Partits  | Partits | Anotacions | Anotacions | Anotacions | Punts extra | Punts |
| Posició | Equip     | jugats  | guanyats | empatats | perduts | a favor    | en contra  | diferencia | Punts extra | Punts |
| ------- | --------- | ------- | -------- | -------- | ------- | ---------- | ---------- | ---------- | ----------- | ----- |
| 1       | Austràlia | 4       | 4        | 0        | 0       | 215        | 41         | +174       | 4           | 20    |
| 2       | Fiji      | 4       | 3        | 0        | 1       | 114        | 131        | -17        | 3           | 15    |
| 3       | Gal·les   | 4       | 2        | 0        | 2       | 163        | 105        | +58        | 4           | 12    |
| 4       | Japó      | 4       | 0        | 1        | 3       | 64         | 210        | -146       | 1           | 3     |
| 5       | Canadà    | 4       | 0        | 1        | 3       | 51         | 120        | -69        | 0           | 2     |

| Data                          | Estadi                | Ciutat               | Equip     | Resultat | Equip     | Assistència |
| ----------------------------- | --------------------- | -------------------- | --------- | -------- | --------- | ----------- |
| 8 de setembre de 2007, 15:45  | Stade Gerland         | Lió                  | Austràlia | 91-3     | Japó      | 40.043      |
| 9 de setembre de 2007, 14:00  | Stade de la Beaujoire | Nantes               | Gal·les   | 42-17    | Canadà    | 36.000      |
| 12 de setembre de 2007, 18:00 | Stade de Toulouse     | Tolosa de Llenguadoc | Japó      | 31-35    | Fiji      | 34.500      |
| 15 de setembre de 2007, 15:00 | Millennium Stadium    | Cardiff              | Gal·les   | 20-32    | Austràlia | 71.022      |
| 16 de setembre de 2007, 14:00 | Millennium Stadium    | Cardiff              | Fiji      | 29-16    | Canadà    | 21.175      |
| 20 de setembre de 2007, 21:00 | Millennium Stadium    | Cardiff              | Gal·les   | 72-18    | Japó      | 35.245      |
| 23 de setembre de 2007, 14:30 | Stade de la Mosson    | Montpeller           | Austràlia | 55 - 12  | Fiji      | 32.232      |
| 25 de setembre de 2007, 18:00 | Parc Lescure          | Bordeus              | Canadà    | 12 - 12  | Japó      | 30.500      |
| 29 de setembre de 2007, 15:00 | Parc Lescure          | Bordeus              | Austràlia | 37 - 6   | Canadà    | 33.805      |
| 29 de setembre de 2007, 17:00 | Stade de la Beaujoire | Nantes               | Gal·les   | 34 - 38  | Fiji      | 34.000      |

#### Grup C
| Posició | Equip        | Partits | Partits  | Partits  | Partits | Anotacions | Anotacions | Anotacions | Punts extra | Punts |
| Posició | Equip        | jugats  | guanyats | empatats | perduts | a favor    | en contra  | diferencia | Punts extra | Punts |
| ------- | ------------ | ------- | -------- | -------- | ------- | ---------- | ---------- | ---------- | ----------- | ----- |
| 1       | Nova Zelanda | 4       | 4        | 0        | 0       | 309        | 35         | +274       | 4           | 20    |
| 2       | Escòcia      | 4       | 3        | 0        | 1       | 116        | 66         | +50        | 2           | 14    |
| 3       | Itàlia       | 4       | 2        | 0        | 2       | 85         | 117        | -32        | 1           | 9     |
| 4       | Romania      | 4       | 1        | 0        | 3       | 40         | 161        | -121       | 1           | 5     |
| 5       | Portugal     | 4       | 0        | 0        | 4       | 38         | 209        | -171       | 1           | 1     |

| Data                          | Estadi                  | Ciutat        | Equip        | Resultat | Equip        | Assistència |
| ----------------------------- | ----------------------- | ------------- | ------------ | -------- | ------------ | ----------- |
| 8 de setembre de 2007, 13:45  | Stade Vélodrome         | Marsella      | Nova Zelanda | 76-14    | Itàlia       | 58.612      |
| 9 de setembre de 2007, 18:00  | Stade Geoffroy-Guichard | Saint-Étienne | Escòcia      | 56-10    | Portugal     | 34.162      |
| 12 de setembre de 2007, 20:00 | Stade Vélodrome         | Marsella      | Itàlia       | 24-18    | Romania      | 60.000      |
| 15 de setembre de 2007, 13:00 | Stade Gerland           | Lió           | Nova Zelanda | 108-13   | Portugal     | 41.000      |
| 18 de setembre de 2007, 21:00 | Murrayfield Stadium     | Edimburg      | Escòcia      | 42-0     | Romania      | 36.000      |
| 19 de setembre de 2007, 20:00 | Parc des Princes        | París         | Itàlia       | 31-5     | Portugal     | 48.427      |
| 23 de setembre de 2007, 17:30 | Murrayfield Stadium     | Edimburg      | Escòcia      | 0 - 40   | Nova Zelanda | 67.500      |
| 25 de setembre de 2007, 20:00 | Stade de Toulouse       | Tolosa        | Portugal     | 10 - 14  | Romania      | 37.000      |
| 29 de setembre de 2007, 13:00 | Stade de Toulouse       | Tolosa        | Nova Zelanda | 85 – 8   | Romania      | 37.000      |
| 29 de setembre de 2007, 21:00 | Stade Geoffroy-Guichard | Saint-Étienne | Escòcia      | 18 – 16  | Itàlia       | 35.110      |

#### Grup D
| Posició | Equip     | Partits | Partits  | Partits  | Partits | Anotacions | Anotacions | Anotacions | Punts extra | Punts |
| Posició | Equip     | jugats  | guanyats | empatats | perduts | a favor    | en contra  | diferencia | Punts extra | Punts |
| ------- | --------- | ------- | -------- | -------- | ------- | ---------- | ---------- | ---------- | ----------- | ----- |
| 1       | Argentina | 4       | 4        | 0        | 0       | 143        | 33         | +111       | 2           | 18    |
| 2       | França    | 4       | 3        | 0        | 1       | 188        | 37         | +151       | 3           | 15    |
| 3       | Irlanda   | 4       | 2        | 0        | 2       | 64         | 82         | -18        | 1           | 9     |
| 4       | Geòrgia   | 4       | 1        | 0        | 3       | 50         | 111        | -61        | 1           | 5     |
| 5       | Namíbia   | 4       | 0        | 0        | 4       | 30         | 212        | -182       | 0           | 0     |

| Data                          | Estadi               | Ciutat               | Equip     | Resultat | Equip     | Assistència |
| ----------------------------- | -------------------- | -------------------- | --------- | -------- | --------- | ----------- |
| 7 de setembre de 2007, 21:00  | Stade de France      | Saint-Denis          | França    | 12 – 17  | Argentina | 79.507      |
| 9 de setembre de 2007, 20:00  | Parc Lescure         | Bordeus              | Irlanda   | 32 – 17  | Namíbia   | 33.945      |
| 11 de setembre de 2007, 20:00 | Stade Gerland        | Lió                  | Argentina | 33 – 3   | Geòrgia   | 40.240      |
| 15 de setembre de 2007, 21:00 | Parc Lescure         | Bordeus              | Irlanda   | 14 – 10  | Geòrgia   | 34.211      |
| 16 de setembre de 2007, 21:00 | Stade de Toulouse    | Tolosa de Llenguadoc | França    | 87 – 10  | Namíbia   | 34.063      |
| 21 de setembre de 2007, 21:00 | Stade de France      | Saint-Denis          | França    | 25 – 3   | Irlanda   | 80.000      |
| 22 de setembre de 2007, 21:00 | Stade Vélodrome      | Marsella             | Argentina | 63 – 3   | Namíbia   | 60.001      |
| 26 de setembre de 2007, 18:00 | Stade Félix Bollaert | Lens                 | Geòrgia   | 30 – 0   | Namíbia   | 35.500      |
| 30 de setembre de 2007, 15:00 | Stade Vélodrome      | Marsella             | França    | 64 – 7   | Geòrgia   | 40.037      |
| 30 de setembre de 2007, 17:00 | Parc des Princes     | París                | Irlanda   | 15 – 30  | Argentina | 48.500      |

### Segona fase
|  | Quarts de final                  | Quarts de final                |                                |           | Semifinals  | Semifinals  |  |  | Final                           | Final |
|  |                                  |                                |                                |           |             |             |  |  |                                 |       |
|  | 6 d'octubre – Stade Vélodrome    |                                |                                |           |             |             |  |  |                                 |       |
|  |                                  |                                |                                |           |             |             |  |  |                                 |       |
|  | Austràlia                        | 10                             |                                |           |             |             |  |  |                                 |       |
|  | Austràlia                        | 10                             | 13 d'octubre – Stade de France |           |             |             |  |  |                                 |       |
|  | Anglaterra                       | 12                             |                                |           |             |             |  |  |                                 |       |
|  | Anglaterra                       | 12                             | Anglaterra                     | 14        |             |             |  |  |                                 |       |
|  | 6 d'octubre – Millennium Stadium |                                | Anglaterra                     | 14        |             |             |  |  |                                 |       |
|  |                                  | França                         | 9                              |           |             |             |  |  |                                 |       |
|  | Nova Zelanda                     | França                         | 9                              | 18        |             |             |  |  |                                 |       |
|  | Nova Zelanda                     |                                | 20 d'octubre – Stade de France | 18        |             |             |  |  |                                 |       |
|  | França                           | 20                             |                                |           |             |             |  |  |                                 |       |
|  | França                           | 20                             | Anglaterra                     | 6         |             |             |  |  |                                 |       |
|  | 7 d'octubre – Stade Vélodrome    |                                | Anglaterra                     | 6         |             |             |  |  |                                 |       |
|  |                                  | Sud-àfrica                     | 15                             |           |             |             |  |  |                                 |       |
|  | Sud-àfrica                       | Sud-àfrica                     | 15                             | 37        |             |             |  |  |                                 |       |
|  | Sud-àfrica                       | 14 d'octubre – Stade de France |                                | 37        |             |             |  |  |                                 |       |
|  | Fiji                             | 20                             |                                |           |             |             |  |  |                                 |       |
|  | Fiji                             | 20                             | Sud-àfrica                     | 37        | Tercer lloc | Tercer lloc |  |  |                                 |       |
|  | 7 d'octubre – Stade de France    |                                | Sud-àfrica                     | 37        | Tercer lloc | Tercer lloc |  |  |                                 |       |
|  |                                  | Argentina                      | 13                             |           |             |             |  |  |                                 |       |
|  | Argentina                        | Argentina                      | 13                             | 19        | França      | 10          |  |  |                                 |       |
|  | Argentina                        |                                |                                | 19        | França      | 10          |  |  |                                 |       |
|  | Escòcia                          | 13                             |                                | Argentina | 34          |             |  |  |                                 |       |
|  | Escòcia                          | 13                             |                                |           | 34          |             |  |  |                                 |       |
|  |                                  |                                |                                |           |             |             |  |  | 19 d'octubre – Parc des Princes |       |
|  |                                  |                                |                                |           |             |             |  |  |                                 |       |

#### Quarts de Final
| Data                       | Estadi             | Ciutat      | Equip        | Resultat | Equip      | Assistència |
| -------------------------- | ------------------ | ----------- | ------------ | -------- | ---------- | ----------- |
| 6 d'octubre de 2007, 15:00 | Stade Vélodrome    | Marsella    | Austràlia    | 10 - 12  | Anglaterra | 60.012      |
| 6 d'octubre de 2007, 21:00 | Millennium Stadium | Cardiff     | Nova Zelanda | 18 - 20  | França     | 74.123      |
| 7 d'octubre de 2007, 15:00 | Stade Vélodrome    | Marsella    | Sud-àfrica   | 37 - 20  | Fiji       | 59.987      |
| 7 d'octubre de 2007, 21:00 | Stade de France    | Saint-Denis | Argentina    | 19 – 13  | Escòcia    | 79.963      |

#### Semifinals
| Data                        | Estadi          | Ciutat      | Equip      | Resultat | Equip     | Assistència |
| --------------------------- | --------------- | ----------- | ---------- | -------- | --------- | ----------- |
| 13 d'octubre de 2007, 21:00 | Stade de France | Saint-Denis | Anglaterra | 14 - 9   | França    | 80.000      |
| 14 d'octubre de 2007, 21:00 | Stade de France | Saint-Denis | Sud-àfrica | 37 - 13  | Argentina | 80.000      |

#### Tercer i quart lloc
| Data                        | Estadi           | Ciutat | Equip  | Resultat | Equip     | Assistència |
| --------------------------- | ---------------- | ------ | ------ | -------- | --------- | ----------- |
| 19 d'octubre de 2007, 21:00 | Parc des Princes | París  | França | 10 - 34  | Argentina |             |

#### Final
| Data                        | Estadi          | Ciutat      | Equip      | Resultat | Equip      | Assistència |
| --------------------------- | --------------- | ----------- | ---------- | -------- | ---------- | ----------- |
| 20 d'octubre de 2007, 21:00 | Stade de France | Saint-Denis | Anglaterra | 6-15     | Sud-àfrica |             |

| Campió de la Copa del Món de Rugbi 2007 |
| --------------------------------------- |
| · SUD-ÀFRICA · Segon títol              |

## Galeria

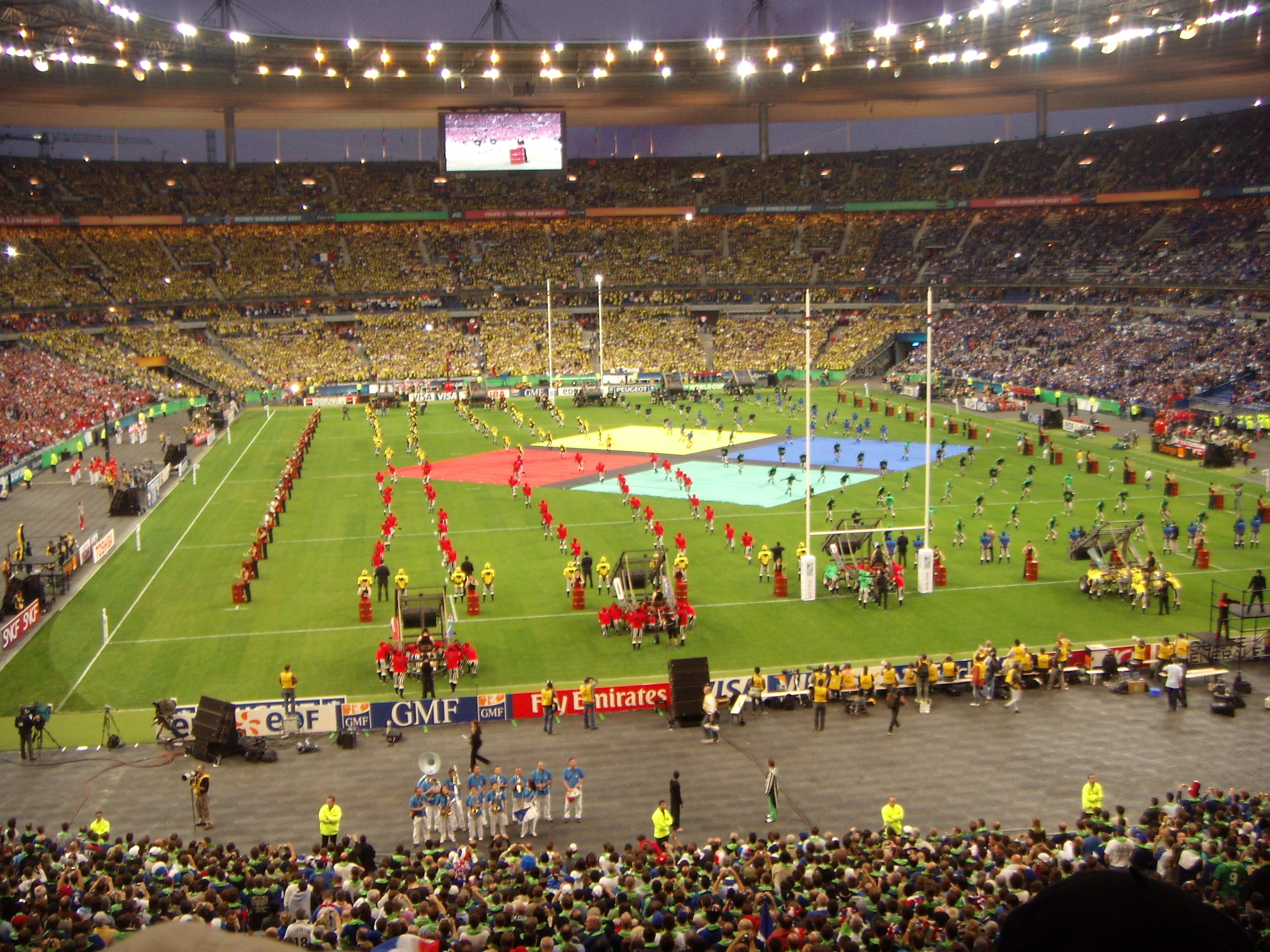
Copa del Món de Rugbi de 2007

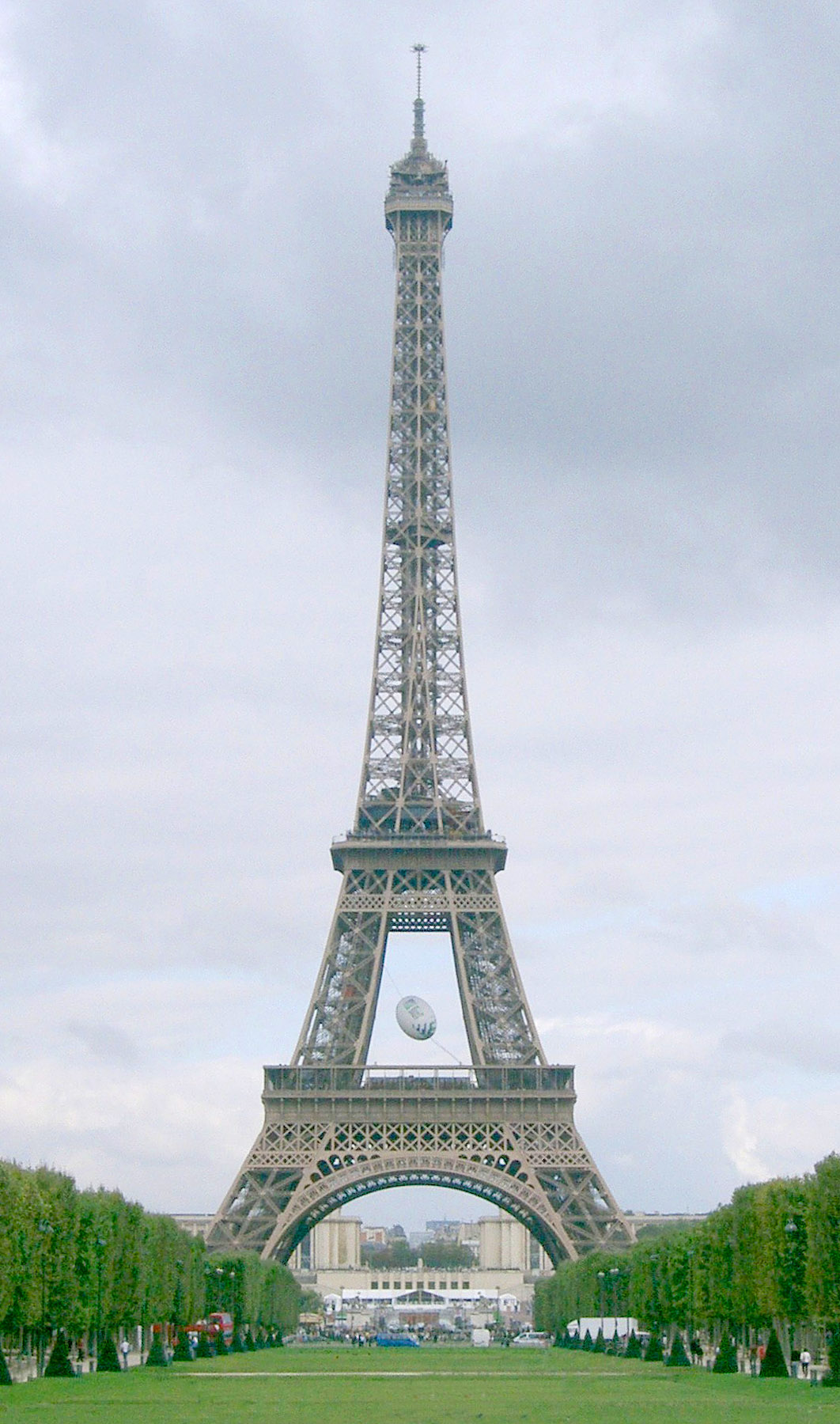
La Torre Eiffel de París amb una pilota de rugbi, amb motiu de la Copa del Món

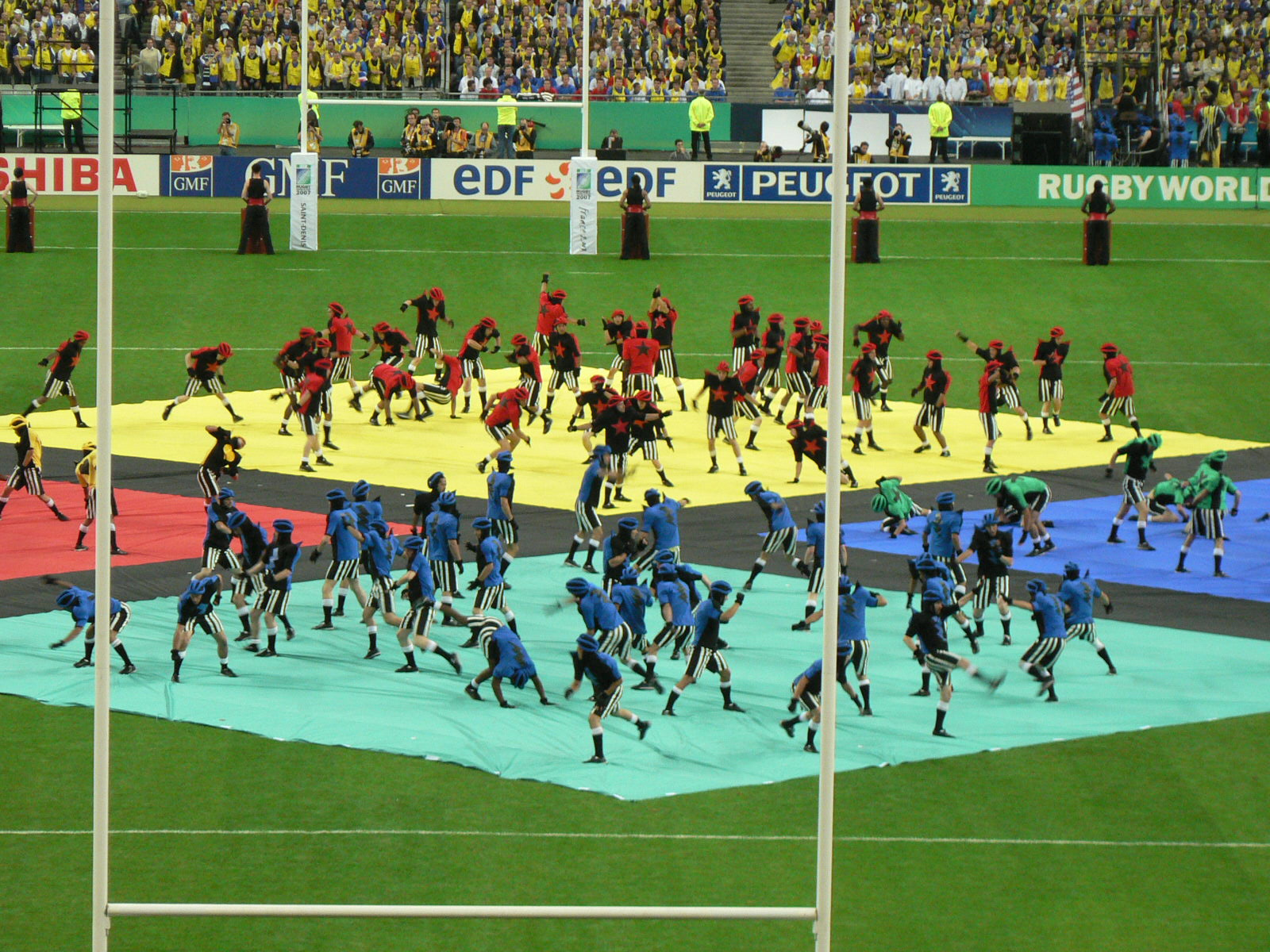
Cerimònia d'obertura

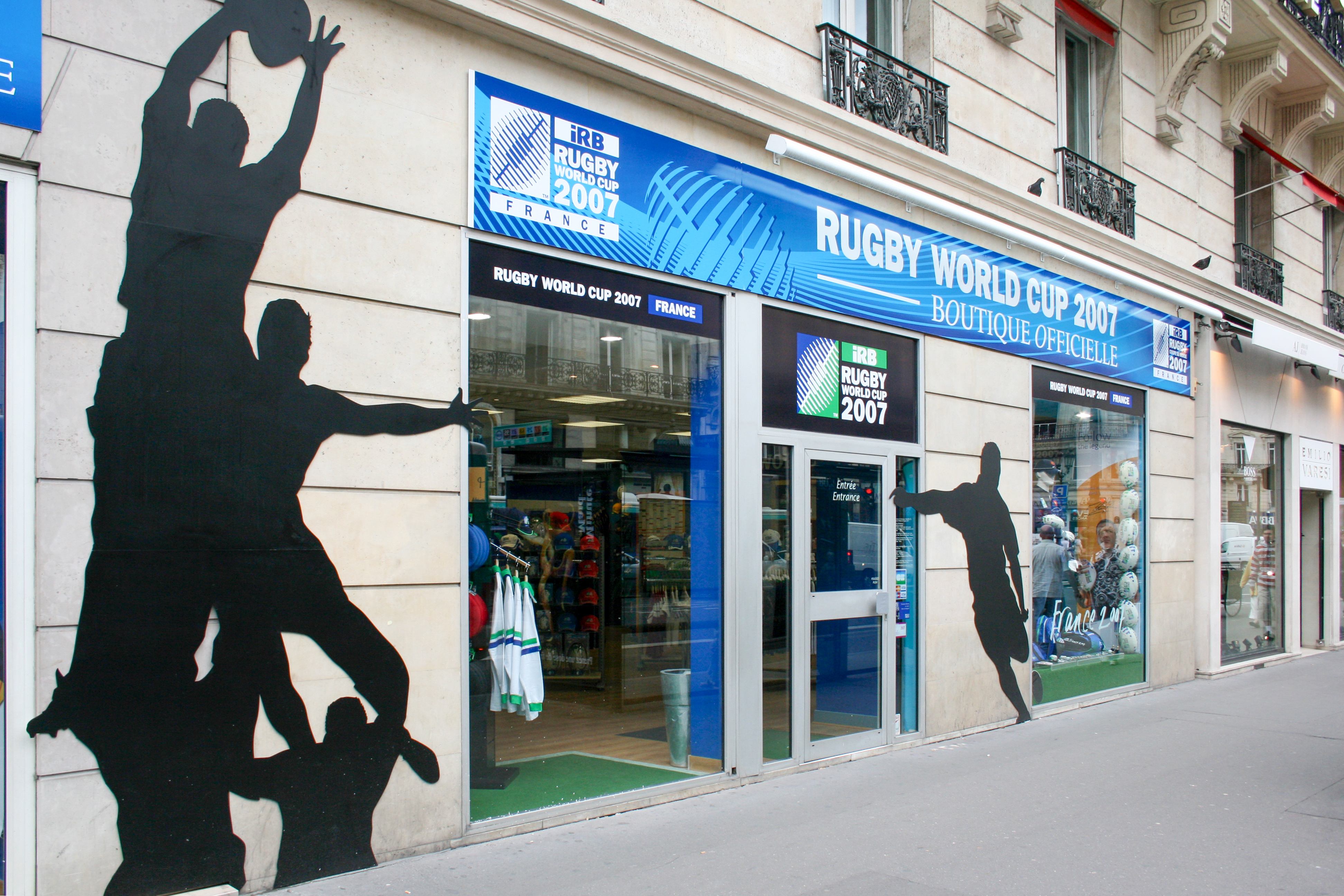
Botiga oficial de la Copa del Món.

|  |  |

|  |  |